# Colibrí ermità de Koepcke
El colibrí ermità de Koepcke (Phaethornis koepckeae) és una espècie d'ocell de la família dels troquílids (Trochilidae) que habita el sotabosc de la selva humida als turons de l'est del Perú.